# Raflésia
Raflésia é o nome comum dado às plantas parasitas do género Rafflesia, da família das rafflesiáceas, que ocorrem nas selvas do Bornéu, Sumatra, Kalimantan e outras regiões da Indonésia, e ainda na Malásia, Tailândia e Filipinas. O género Rafflesia foi descrito pela primeira vez em 1819 por Robert Brown e contém de 15 a 19 espécies, incluindo quatro espécies cuja taxinomia é mal conhecida e algumas aparentemente extintas. Tem a sua distribuição circunscrita ao sudeste asiático e ilhas próximas.
Vivendo presas ao caule ou raízes de árvores, estas plantas parasitam preferencialmente as plantas do género Tetrastigma, da família das vitáceas. As suas raízes, transformadas em filamentos endófitos semelhantes ao micélio de um fungo, penetram profundamente nos tecidos do caule e raíz da planta hospedeira, da qual extraem os nutrientes de que a raflésia necessita para o seu desenvolvimento. Durante a maior parte da sua existência a raflésia reduz-se a feixes de tecidos intercalados entre os tecidos da planta hospedeira, apenas emergindo do seu ritidoma quando forma o gomo que origina a flor. A flor pode demorar até 10 meses para atingir a maturação, permanecendo aberta apenas durante algumas horas ou dias. 
As raflésias são compostas quase totalmente pela sua flor, considerada a maior do mundo, já que não têm folhas e o seu caule está reduzido a um curto segmento não ramificado, uma simples cúpula basal, que suporta directamente a flor. A flor é gigantesca, podendo esse órgão medir numa planta adulta entre 60 cm (Rafflesia hasselti) e 106 cm (Rafflesia arnoldii) de diâmetro, pesando entre 7 kg e 10 kg.  A maior rafflésia (Rafflesia tuan-mudae) do Mundo foi atualmente descoberta na ilha de Sumatra, Indonésia, e tem um diâmetro de 111 cm. Mesmo a espécie que produz a flor mais pequena do género, a R. manillana, produz flores com mais de 20 cm de diâmetro. As flores têm formato circular, com cinco pétalas. A cor das pétalas varia do rosado ao vermelho vivo, salpicada de manchas brancas.
Para se reproduzirem, as raflésias emitem um forte odor a carne putrefacta, o que atrai os insectos responsáveis pela polinização. Esse cheiro nauseabundo leva a que o nome local da planta possa ser traduzido por flor-cadáver ou flor-carne. O fruto é comido por alguns mamíferos da floresta.
A espécie Rafflesia arnoldii produz a maior de todas as flores conhecidas. Foi descoberta em 1818 na floresta tropical húmida da Indonésia por um guia local que trabalhava como colector para o botânico britânico Joseph Arnold. O nome Rafflesia foi atribuído em honra de sir Thomas Stamford Raffles.
A título de comparação, a maior inflorescência conhecida é produzida pela palmeira da espécie Corypha umbraculifera, sendo que a maior inflorescência não ramificada é produzida pelo jarro-titã, a espécie Amorphophallus titanum, da família das Araceae.
A Raflésia é a flor oficial do estado de Sabah, na Malásia, e da província de Surat Thani, na Tailândia.

## Lista de espécies
Espécies
- Rafflesia arnoldii
- Rafflesia aurantia
- Rafflesia azlanii
- Rafflesia baletei
- Rafflesia banaoana
- Rafflesia bengkuluensis
- Rafflesia cantleyi
- Rafflesia gadutensis
- Rafflesia hasseltii
- Rafflesia keithii
- Rafflesia kerrii
- Rafflesia leonardi
- Rafflesia lobata
- Rafflesia manillana
- Rafflesia micropylora
- Rafflesia mira
- Rafflesia patma
- Rafflesia philippensis
- Rafflesia pricei
- Rafflesia rochussenii
- Rafflesia schadenbergiana
- Rafflesia speciosa
- Rafflesia tengku-adlinii
- Rafflesia tuan-mudae

Espécies com estatuto duvidoso
- Rafflesia borneensis
- Rafflesia ciliata
- Rafflesia titan
- Rafflesia witkampii